# Suzuki VS 800 Intruder

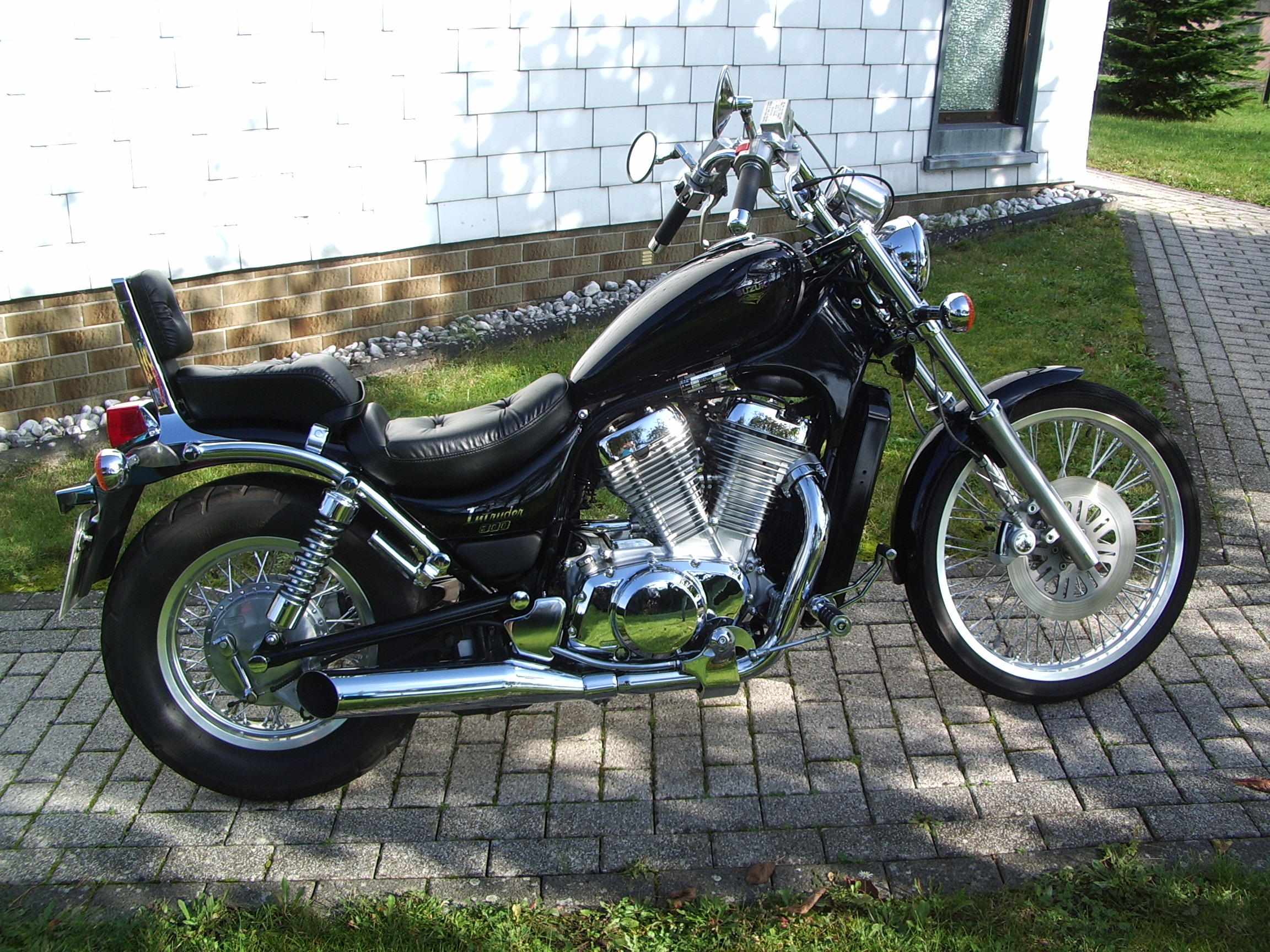
VS 800

Die Suzuki VS 800 GL Intruder ist ein Motorrad der Kategorie Chopper. Sie ist das Nachfolgemodell der Suzuki VS 750 und wurde von 1992 bis 2000 produziert. In den Jahren 1995 bis 1997 gab es außerdem ein baugleiches Modell mit 600 Kubikzentimeter Hubraum unter der Bezeichnung Suzuki VS 600 GL Intruder (Modell VN51B).
Von ihrem großen Schwestermodell, der Suzuki VS 1400 Intruder, unterscheidet sie sich vor allem durch die zusätzliche Wasserkühlung des V2-Motors.
Ab 1996 erhielt die VS 800 konzerneigene Konkurrenz durch die Suzuki VZ 800 Marauder, die den gleichen Motor besaß, aber optisch als Cruiser aufgebaut und vermarktet wurde. 

## Motor
Die VS 800 Intruder hat einen flüssigkeitsgekühlten 2-Zylinder-Viertaktmotor in V-Anordnung mit einem Zylinderwinkel von 45 Grad. Eine Bohrung von 83 mm und ein Hub von 74,4 mm ergeben einen Hubraum von 805 cm³. Die Ventile werden von einer obenliegenden Nockenwelle betätigt. Zwei Mikuni-Vergaser mit 36 mm Querschnitt erzeugen das notwendige Gemisch. Die Nennleistung von 37 kW/50 PS wird bei 6400/min erreicht.

## Kraftübertragung
Das Getriebe hat fünf Gänge. Das Hinterrad wird über ein Umlenkgetriebe am Getriebeausgang, eine Kardanwelle und ein weiteres Umlenkgetriebe an der Nabe angetrieben.

## Technische Daten
| Modell                | VS52B                      |
| Hubraum               | 805 cm³                    |
| Anzahl Zylinder       | 2                          |
| Leistung              | 50 PS / 37 kW bei 6400/min |
| Höchstgeschwindigkeit | 160 km/h                   |
| Leergewicht           | 216 kg                     |
| zul. Gesamtgewicht    | 410 kg                     |
| max. Drehmoment       | 67 Nm bei 3700/min         |
| Reifengröße vorne     | 80/90-21 M/C 48H           |
| Reifengröße hinten    | 140/90-15M/C 70H           |